# Condado de Campbell (Kentucky)
O Condado de Campbell é um dos 120 condados do estado americano de Kentucky. As sedes do condado são Alexandria e Newport, e sua maior cidade é Fort Thomas. O condado possui uma área de 413 km² (dos quais 20 km² estão cobertos por água), uma população de 88 616 habitantes, e uma densidade populacional de 226 hab/km² (segundo o censo nacional de 2000). O condado foi fundado em 17 de dezembro de 1794.